# Alphonse Pyrame de Candolle
Alphonse Louis Pierre Pyrame de Candolle (født 28. oktober 1806 i Paris, død 4. april 1893 i Genève) var en fransk-schweizisk botaniker og zoolog, søn af Augustin Pyrame de Candolle.
Alphonse de Candolle var professor i botanik i Genève og fortsatte sammen med andre lærde sin fars Prodromus (bind 8-17) og udgav desuden géographie Botanique raisonnée (1855), som havde en ganske betydelig indvirkning på plantegeografi, Histoire des Sciences et des savants depuis deux siècles (1872), Origine des Plantes cultivées (1883), og sammen med sin søn Anne Casimir Pyrame de Candolle (1836-1918), Monographiæ phanerogamarum. Prodromi nunc continuatio et nunc revision (ni bind, 1878-1896), og mere. 
Han blev medlem af den svenske Kungliga Vetenskapsakademien i 1859 og Kungliga Vetenskaps-Societeten i Uppsala i 1860.

Autornavnet A.DC. kan bruges for Alphonse Pyrame de Candolle sammen med et videnskabeligt artsnavn inden for botanikken. (Wikipedia-artikler der bruger autornavnet)